# Џими Пејџ
Џејмс Патрик Пејџ OBE (енгл. James Patrick Page; Лондон, 9. јануар 1944.) је енглески музичар који је постигао међународни успех као гитариста и оснивач рок групе Лед Зепелин. Пејџ је плодан у стварању гитарских рифова и његов разноврстан стил укључује различите алтернативне гитарске штимове, техничке и мелодичне соло у комбинацији са агресивним, изобличеним гитарским тоновима, као и његов фолк и акустични рад под утицајем Истока. Такође је познат по томе што је повремено свирао гитару са гудалом за виолончело како би музици створио шумну текстуру звука.
Пејџ је започео своју каријеру као студијски сесијски музичар у Лондону и средином 1960-их, поред Великог Џима Саливана, био је један од најтраженијих сесијских гитариста у Британији. Био је члан Јардбердса од 1966. до 1968. Када су се Јардбердс распали, основао је Лед Зепелин, који је био активан од 1968. до 1980. Након смрти бубњара Лед Зепелина, Џона Бонама, учествовао је у бројним музичким групама широм света током 1980-их и 1990-их. Од 2000. године, Пејџ је учествовао у разним гостујућим наступима са многим уметницима, како уживо тако и у студијским снимцима, и учествовао је у једном поновном окупљању Лед Зепелина 2007. који је објављен као концертни филм Celebration Day 2012. године. Заједно са Еџом и Џеком Вајтом, учествовао је у документарном филму It Might Get Loud из 2008.
Пејџ се сматра једним од највећих и најутицајнијих гитариста свих времена. Часопис Ролинг Стоун описао је Пејџа као „понтифика пауер рифинга“ и сврстао га на треће место на својој листи „100 највећих гитариста свих времена“ за 2015. годину, иза Џимија Хендрикса и Ерика Клептона. Године 2010. био је на другом месту Гибсонове листе „Топ 50 гитариста свих времена“, а 2007. на четвртом месту „100 најлуђих гитарских хероја“ Класик рока. Два пута је примљен у Рокенрол кућу славних: једном као члан Јардбердса (1992) и једном као члан Лед Зепелина (1995).

## Биографија

### Детињство и младост
Пејџ је рођен од стране Џејмса Патрика Пејџа и Патрисије Елизабет Гафикин у западном лондонском предграђу Хестон 9. јануара 1944. Његов отац је био менаџер особља у фабрици пластичних премаза, а мајка, која је била ирског порекла, је била секретарица. Године 1952. преселили су се у Фелтам, а затим у Мајлс Роуд, Епсом у Сарију. Пејџ се школовао од осме године у основној школи Епсом округа Паунд Лејн, а са једанаест је отишао у средњу школу округа Евел у Вест Ивелу. На своју прву гитару, шпанску, наишао је у кући Мајлс Роуд: „Не знам да ли су [гитару] оставили људи [у кући] пре [нас], или је је био породични пријатељ — чинило се да нико није знао зашто је тамо." Први пут свирајући инструмент када је имао 12 година, узео је неколико лекција у оближњем Кингстону, али је углавном био самоук:
| „        | Када сам одрастао није било много других гитариста... У мојој школи је био још један гитариста који ми је заправо показао прве акорде које сам научио и одатле сам наставио. Било ми је досадно па сам сам научио гитару слушајући плоче. Дакле, очигледно је то била врло лична ствар. | ” |
| — за NPR | |   |

Овај „други гитариста“ био је дечак по имену Род Вајат, неколико година старији од њега, и заједно са другим дечаком, Питом Калвертом, вежбали су у Пејџовој кући; Пејџ би посветио по шест или седам сати дневно вежбању и увек је носио гитару са собом у средњу школу, само да би је конфисковали и враћали му после часа. Међу Пејџовим раним утицајима били су рока били гитаристи Скоти Мур и Џејмс Бартон, који су обојица свирали на снимцима Елвиса Преслија. Пејџ наводи Преслијеву песму „Baby Let's Play House” као његову инспирацију да узме гитару, и он би поновио Мурово свирање песме у живој верзији „Whole Lotta Love” у песми The Song Remains The Same. На BBC1 1957. године појавио се са гитаром Хофнер президент, коју је купио од новца ког је зарадио достављајући млеко. Прва електрична гитара била је половна Футурама из 1959, коју је касније заменио Фендер телекастером, јер је видео Бадија Холија како свира на ТВ-у и уживо у Лондону.
Пејџов музички укус укључивао је скифл (популарни енглески музички жанр тог времена) и акустично народно свирање, као и блуз звуке Елмора Џејмса, Б.Б. Кинга, Отиса Раша, Бадија Гаја, Фредија Кинга и Хјуберта Самлина. „У суштини, то је био почетак: мешавина рока и блуза.“
Са 13 година, Пејџ се појавио у програму тражења талената Хјуа Велдона All Your Own у квартету за скифл, од којих је једно извођење емитовано на ББЦ1 1957. године. Група је свирала "Mama Don't Want to Skiffle Anymore" и још једну песму са америчким укусом, "In Them Ol' Cottonfields Back Home". Када га је Велдон питао шта жели да ради након школовања, Пејџ је рекао: „Желим да урадим биолошка истраживања и да пронађем лек за рак, ако до тада не буде откривен.“
У интервјуу за часопис Guitar Player, Пејџ је изјавио да је „у првим данима било доста свирања на улици, али како кажу, морао сам да се ухватим у коштац са тим и било је то добро школовање.“ Када је он био у школи. четрнаест година, и најављен као Џејмс Пејџ, свирао је у групи под називом Малколм Остин и Вирлвиндс, заједно са Тонијем Басоном на басу, Стјуартом Кокетом на ритму и бубњаром по имену Том, свирајући Чака Берија и Џерија Ли Луиса. Овај бенд је кратко трајао, пошто је Пејџ убрзо пронашао бубњара за бенд у којем је раније свирао са Родом Вајатом, Дејвидом Вилијамсом и Питом Калвертом, и смислио им име: Paramounts. Paramounts су свирали у Епсому, некада подржавајући групу која ће касније постати Johnny Kidd & the Pirates.
Иако је интервјуисан за посао асистента у лабораторији, на крају је одлучио да напусти средњу школу у Вест Ивелу да би се бавио музиком, и то у доби од петнаест година – најраније године дозвољеног у то време. Пејџ је имао потешкоћа да пронађе друге музичаре са којима би могао редовно да свира. „Није их било у изобиљу. Некада сам свирао у многим групама ... свако ко је могао да свира негде, заиста.” Након што је подржао реситале песника Бит Ројстон Елиса између 1960. и 1961. и певача Реда Е. Левиса, који га је видео како свира са Paramounts у клубу у Епсому и рекао свом менаџеру Крису Тидмаршу да замоли Пејџа да да се придружи свом пратећем бенду, Redcaps, након одласка гитаристе Бобија Оатса, Пејџа је певач Нил Кристијан замолио да се придружи његовом бенду Crusaders. Кристијан је видео петнаестогодишњег Пејџа како свира у локалној сали, а гитариста је био на турнеји са Кристијаном отприлике две године и касније је свирао на неколико његових плоча, укључујући сингл из 1962. „The Road to Love“.
Током свог боравка са Кристијаном, Пејџ се озбиљно разболео од инфективне мононуклеозе (тј. гландуларне грознице) и није могао да настави турнеју. Док се опорављао, одлучио је да стави своју музичку каријеру на чекање и концентрише се на своју другу љубав, сликарство, и уписао се на колеџ у Сарију. Како је објаснио 1975:
| „           | Путовао сам около све време у аутобусу. То сам радио две године након што сам напустио школу, до тачке када сам почео да добијам заиста добар хлеб. Али сам се разболео. Па сам се вратио на уметнички колеџ. И то је била тотална промена смера. Зато кажем да је то могуће. Колико год да сам био посвећен свирању гитаре, знао сам да ћу то да радим заувек. Свака два месеца имао сам мононуклеозу. Тако сам наредних 18 месеци живео са десет долара недељно и добијао снагу. Али сам и даље свирао. | ” |
| — Џими Пејџ | |   |

### Каријера

#### Ране 1960-их: сесијски музичар
Док је још био студент, Пејџ је често наступао на бини у клубу Марки са бендовима као што су All Stars Сирила Дејвиса, Blues Incorporated Алексиса Корнера и колегама гитаристима Џефом Беком и Ериком Клептоном. Једне ноћи га је приметио Џон Гиб из  Brian Howard & the Silhouettes, који га је замолио да помогне у снимању неких синглова за Columbia Graphophone Company, укључујући "The Worrying Kind". Мајк Лендир из Decca Records је први понудио Пејџу редован студијски рад. Његова прва сесија за издавачку кућу била је снимка "Диамондс" Џета Хариса и Тонија Механа, која је заузела број 1 на листи синглова почетком 1963. године.
Након кратких стажа са Картер-Луисом и јужњацима, Мајком Херстом и Методом и Микијем Фином, Пејџ се посветио сталном раду на сесији. Као сесијски гитариста, био је познат као 'Лил' Џим Пи како би се спречила забуна са другим познатим енглеским гитаристом Биг Џим Саливаном. Пејџ је углавном позиван на сесије као „осигурање“ у случајевима када је извођачу за снимање била потребна замена или други гитариста. „То сам обично био ја и бубњар“, објаснио је он, „мада ових дана никада не помињу бубњара, само мене... Свако коме је био потребан гитариста је или отишао код Биг Џима (Саливана) или мене“. Он је изјавио да је „У почетним фазама су само говорили, свирај шта хоћеш, јер у то време нисам могао да читам музику или било шта.“
Пејџ је био омиљени сесијски гитариста дискографског продуцента Шела Талмија. Као резултат тога, обезбедио је рад на сесијама на песмама за the Who и the Kinks. Пејџ је заслужан за свирање акустичне гитаре са дванаест жица на две песме на деби албуму Кинкса, „I'm a Lover Not a Fighter“ и "I've Been Driving on Bald Mountain“, и вероватно на Б -страни "I Gotta Move". Свирао је ритам гитару на сесијама за први сингл групе the Who "I Can't Explain" (иако Пит Таунсхед није био вољан да дозволи Пејџов допринос на коначном снимку; Пејџ је такође свирао главну гитару на Б-страни, "Bald Headed Woman"). Пејџове студијске свирке 1964. и 1965. укључивале су „As Tears Go By" Маријан Фејтфул, „Everyone's Gone to the Moon“ Џонатана Кинга, „Tobacco Road“ од the Nashville Teens и многе друге.
У интервјуу из 2010. године, Пејџ се присетио да је учествовао на гитари у успутној музици филма Битлса из 1964. године A Hard Day's Night.
Године 1965, Пејџа је ангажовао менаџер Стоунса Ендру Луг Олдам да делује као хаус продуцент и А&Р човек за новоформирану издавачку кућу Immediate Records, што му је омогућило да свира и/или продуцира песме Џона Мејала, Ника, Криса Фарлоуа, Twice as Much и Клептона. 
Такође 1965. године, Пејџ је продуцирао један од раних синглова Дане Гилеспи, "Thank You Boy". Пејџ је такође успоставио кратко партнерство у писању песама са тадашњим романтичним интересовањем Џеки Де Шенон. Компоновао је и снимио песме за албум Џона Вилијамса албум  The Maureeny Wishful Album са Биг Џимом Саливаном. Пејџ је радио као сесијски музичар на Доновану Леитчу Sunshine Superman, на Енгелберту Хампердинку Release Me, албумима Џонија Халидеја Jeune homme and Je suis né dans la rue, албуму Ал Стјуарта Love Chronicles и свирао гитару на пет песама дебија Џоа Кокера албум, With a Little Help from My Friends. Током година од 1970. године, Пејџ је свирао водећу гитару на 10 песама Роја Харпера, укључујући 81 минут музике.
Када је упитан о томе на којим је песмама свирао, посебно у оним у којима постоји контроверза о томе која је била његова тачна улога, Пејџ често истиче да је тешко сетити се шта је тачно радио с обзиром на огроман број сесија које је свирао у то време. У једном радијском интервјуу, он је објаснио: „радио сам три сесије дневно, петнаест сесија недељно. Понекад бих свирао са групом, понекад сам могао да радим филмску музику, могао би да буде фолк сеанса... уклопио сам се у све ове различите улоге.“
Иако је Пејџ снимао са многим значајним музичарима, многе од ових раних песама су доступне само као лажни снимци, од којих је неколико објавио клуб обожавалаца Лед Зепелина касних 1970-их. Примери укључују ране џем сесије на којима су он и гитаристи Џеф Бек и Ерик Клептон покривали различите блуз теме, које су биле укључене у компилације које је издао Immediate Records. Неколико раних песама је састављено на издању двоструког албума, Jimmy Page: Session Man. Такође је снимао са Китом Ричардсом на гитари и вокалу 15. октобра 1974. Заједно са Риком Греком на басу и Брусом Роуландом на бубњевима, изрезана је нумера под називом "Scarlet". Пејџ је касније рекао у интервјуу са Камероном Кроуом из Rolling Stone-a: „Урадио сам оно што би можда могла бити следећа страна Стоунса Б. Рик Греч, Ричардс и ја смо радили број под називом „Scarlet“. Не могу да се сетим бубњара. Звучало је веома слично по стилу и расположењу оним песмама Blonde on Blonde. Било је сјајно, стварно добро. Остали смо будни целу ноћ и отишли у студио где је Кит ставио неке реге гитаре преко једне секције. Ја сам само ставио неки соло на то, али било је осам ујутру следећег дана пре него што сам то урадио. Однео је траке у Швајцарску и неко је сазнао за њих. Ричардс је људима рекао да је то нумера са мог албума".
Пејџ је напустио студијски рад када је све већи утицај Stax Records на популарну музику довео до већег укључивања дувачких и оркестарских аранжмана у снимке на рачун гитара. Он је навео да је његово време у сесијама послужило као изузетно добро школовање:
| „ | Мој рад на сесији је био непроцењив. У једном тренутку сам свирао најмање три сесије дневно, шест дана у недељи! И ретко сам знао унапред шта ћу да свирам. Али научио сам ствари чак и на својим најгорим сесијама – и верујте ми, свирао сам на неким ужасним стварима. Коначно сам одустао након што сам почео да добијам позиве да радим Музак. Одлучио сам да не могу више да живим тим животом; постајало је превише глупо. Претпостављам да је била судбина да недељу дана након што сам престао да радим сесије Пол Семвел Смит је напустио Јардбердс и ја сам могао да заузмем његово место. Али бити сесијски музичар у почетку је било забавно – студијска дисциплина је била одлична. Само би одбројавали песму и нисте могли да погрешите. | ” |
| — | |   |

#### Касне 1960-те:The Yardbirds
Крајем 1964. године, Пејџ је добио понуду да замени Ерика Клептона у Јардбердсима, али је он одбио због лојалности свом пријатељу. У фебруару 1965. Клептон је напустио Јардбердсе и Пејџу је формално понуђено његово место, али не желећи да одустане од уносне каријере сесијског музичара и забринут за своје здравље под условима турнеје, предложио је свог пријатеља Џефа Бека. 16. маја 1966. бубњар Кит Мун, басиста Џон Пол Џонс, клавијатуриста Ники Хопкинс, Џеф Бек и Пејџ снимили су „Beck's Bolero“ у Лондону. Искуство је дало Пејџу идеју да формира нову супергрупу са Беком, заједно са Џоном Ентвистлом из групе The Who на басу и Муном на бубњевима. Међутим, недостатак квалитетног вокала и уговорни проблеми спречили су пројекат да се покрене. За то време, Мун је први пут предложио назив "Лед Зепелин", након што је Ентвистл прокоментарисао да ће се ова идеја подићи у ваздух као оловни балон.
За неколико недеља, Пејџ је присуствовао концерту Јардбердса у Оксфорду. После емисије отишао је у бекстејџ где је Пол Семвел-Смит објавио да напушта групу. Пејџ је понудио да замени Семвел-Смита, и група је то прихватила. У почетку је свирао електрични бас пре него што је коначно прешао на двоструку гитару са Беком када је Крис Дреја прешао на бас. Музички потенцијал поставе су, међутим, угушили међуљудски сукоби изазвани сталним турнејама и недостатком комерцијалног успеха, иако су објавили један сингл, „Happenings Ten Years Time Ago“. Док су Пејџ и Бек свирали заједно у Јардбердсима, трио Пејџ, Бек и Клептон никада није свирао у оригиналној групи у исто време. Тројица гитариста су се заједно појавила на бини на добротворним концертима АРМС 1983.
После Бековог одласка, Јардбердс су остали квартет. Снимили су један албум са Пејџом на гитари, Little Games. Албум је добио индиферентне критике и није имао комерцијални успех, достигавши врхунац на 80. месту листе Билборд 200. Иако је њихов студијски звук у то време био прилично комерцијалан, наступи бенда уживо су били управо супротни, постајући све тежи и експерименталнији. Ови концерти су представљали музичке аспекте које је Пејџ касније усавршио са Лед Зепелином, пре свега извођења „Dazed and Confused".
Након одласка Кита Релфа и Џима Макартија 1968. године, Пејџ је реконфигурисао групу новом поставом како би испунио недовршене датуме турнеје по Скандинавији. У ту сврху, Пејџ је ангажовао вокалисту Роберта Планта и бубњара Џона Бонама, а контактирао га је и Џон Пол Џоунс који је затражио да се придружи. Током скандинавске турнеје, нова група се појавила као New Yardbirds, али се убрзо присетила старе шале Кита Муна и Џона Ентвистла. Пејџ је задржао то име како би га користио за свој нови бенд. Менаџер Питер Грант га је променио у "Лед Зепелин", да би се избегао погрешан изговор као "Лид Зепелин".

#### 1968–1980:Led Zeppelin
Бенд је започео своју прву турнеју по Великој Британији 4. октобра 1968. године, још увек назван New Yardbirds; свој први наступ као Лед Зепелин имали су на Универзитету у Сарију у Батерсију 25. октобра. Менаџер турнеје, Ричард Кол, који ће постати главна фигура у животу групе на турнеји, организовао је њихову прву северноамеричку турнеју крајем године. Њихов деби албум, Led Zeppelin, објављен је у тој години у САД током турнеје 12. јануара 1969. и достигао је 10. место на Билбордовој листи; објављен је у Великој Британији, где је достигао 6. место 31. марта. Према Стиву Ерлевајну, незаборавни гитарски рифови, ритмови, психоделични блуз, гроови, блузи и наговештаји енглеске народне музике учинили су да је албум „значајна прекретница у еволуцији хард рока и хеви метала“.
Током 1970-их, Лед Зепелин је достигао нове висине комерцијалног и критичког успеха који их је учинио једном од најутицајнијих група тог доба, затамнивши њихова ранија достигнућа. Имиџ бенда се такође променио када су чланови почели да носе раскошну одећу, а Пејџ је преузео вођство у блиставом изгледу носећи одећу месеца и звезда. Лед Зепелин је променио свој акт користећи ствари као што су ласери, професионалне светлосне емисије и куглице у огледалу. Почели су да путују приватним авионом, изнајмљивали би читаве делове хотела у Лос Анђелесу и постали су предмет прича о разврату. Једна је укључивала Џона Бонама који се возио мотоциклом кроз изнајмљени спрат хотела, док је друга укључивала уништавање собе у Токио Хилтону, што је довело до тога да је групи доживотно забрањен приступ том објекту. Иако је Лед Зепелин стекао репутацију по уништавању хотелских апартмана и бацању телевизора кроз прозоре, неки сугеришу да су ове приче преувеличане. Према музичком новинару Крису Велчу, „путовања [Лед Зепелина] су изнедрила многе приче, али је био мит да су [они] стално били умешани у дела безобзирног уништавања и развратног понашања“.
Лед Зепелин су објавили свој четврти албум 8. новембра 1971. Различито се назива Led Zeppelin IV, Untitled, IV, или, због четири симбола која се појављују на издавачкој кући, као Four Symbols, Zoso or Runes. Бенд је желео да објави четврти албум без наслова или информација, као одговор на музичку штампу „да је Зепелин hype“, али дискографска кућа је желела нешто на омоту, па је у разговорима договорено да се ставе четири симбола који представљају четири члана бенда и да је то био четврти албум. Са 37 милиона продатих примерака, Led Zeppelin IV је један од најпродаванијих албума у историји, а његова огромна популарност учврстила је Лед Зепелин статус као суперзвезда 1970-их. До 2021. само у Сједињеним Државама је продат у 24 милиона примерака. Песма "Stairway to Heaven", која никада није објављена као сингл, била је најтраженија и најчешће пуштана песма на америчком рок радију 1970-их. Група је пратила издавање албума турнејама по Великој Британији, Аустралији, Северној Америци, Јапану и Великој Британији од краја 1971. до почетка 1973.
Музика Лед Зепелина је била укорењена у блузу. Утицај америчких блуз уметника као што су Мади Вотерс и Скип Џејмс био је посебно очигледан на њихова прва два албума, као и посебан кантри блуз стил Хаулин Вулфа. Песме су биле структурисане око блуза са дванаест тактова на сваком студијском албуму осим на једном, а блуз је директно и индиректно утицао на друге песме и музички и лирски. Бенд је такође био под јаким утицајем музике британског, келтског и америчког народног препорода. Шкотски фолк гитариста Берт Џанш је помогао да се Пејџ инспирише, и од њега је прилагодио отворене штимове и агресивне ударце у своју свирку. Бенд је такође користио широк спектар жанрова, укључујући светску музику, и елементе раног рокенрола, џеза, кантри, фанка, соула и регеа, посебно на Houses of the Holy и албумима који су уследили.
У августу 1979. године, после две представе за загревање у Копенхагену, Лед Зепелин је предводио два концерта на Кнебворт музичком фестивалу, свирајући пред публиком од око 104.000 прве вечери. Кратка, скромна европска турнеја је предузета у јуну и јулу 1980. године, са скраћеним сетом без уобичајених дугих џемова и сола. 27. јуна, на концерту у Нирнбергу у Немачкој, концерт је нагло стао усред треће песме, када се Бонам срушио на бину и хитно је пребачен у болницу. Спекулације у штампи су сугерисале да је његов колапс био резултат прекомерне употребе алкохола и дрога, али бенд је тврдио да се једноставно прејео.
Пејџ је објаснио да је имао на уму веома конкретну идеју о томе шта је желео да Лед Зепелин буде, од самог почетка:
| „           | Имао сам много идеја из дана са Јардбердсима. Јардбердс су ми дозволили да доста импровизујем у живом наступу и почео сам да правим уџбеник идеја које сам на крају користио у Зепелину. Поред тих идеја, желео сам да додам и акустичне текстуре. На крају, желео сам да Зепелин буде спој блуза, хард рока и акустичне музике са тешким рефренима – комбинација која никада раније није била урађена. Много светла и сенке у музици. | ” |
| — Џими Пејџ | |   |

Године 1980, 24. септембра, Џон Бонам је пронађен мртав у кревету. Пронашли су га Џон Пол Џоунс и Бенџи Лефевре, менаџер турнеје Лед Зепелина. Узрок смрти је било гушење од повраћања, а налаз да је у питању случајна смрт. Аутопсија није пронашла друге рекреативне дроге у Бонамовом телу. Иако је недавно почео да узима мотивал за борбу против анксиозности, нејасно је да ли су ове супстанце ступиле у интеракцију са алкохолом у његовом систему. Након Бонамове смрти, бенд се разишао.
Пејџ је у почетку одбијао да додирне гитару, тугујући за својим пријатељем. Током остатка 1980-их, његов рад се састојао од низа краткорочних сарадња у бендовима the Firm, the Honeydrippers, поновних окупљања и индивидуалног рада, укључујући филмску музику. Постао је активан и у филантропском раду.

#### 1980-их
Пејџ се вратио на сцену на наступу Џефа Бека у марту 1981. Такође 1981. године, Пејџ се придружио басисти Yes Криса Сквајера и бубњару Ален Вајту да би оформио супергрупу под називом XYZ (за бивши Yes-Zeppelin). Неколико пута су вежбали, али је пројекат одложен. Прописи ових сесија су открили да се неки од материјала појавио на каснијим пројектима, посебно на песмама групе The Firm "Fortune Hunter" и Yes "Mind Drive" и "Can You Imagine?". Пејџ се придружио Yes на сцени 1984. године у Вестфаленхалеу у Дортмунду, Немачкој, свирајући „I'm Down“.
Године 1982. Пејџ је сарађивао са редитељем Мајклом Винером на снимању звучног записа за Death Wish II. Овај и неколико наредних снимака Пејџа, укључујући музику за Death Wish III, снимљени су и произведени у његовом студију за снимање, The Sol in Cookham, који је купио од Гуса Дуџеона почетком 1980-их.
Пејџ је касније сарађивао са Роџерсом на два албума под именом The Firm. Први албум, објављен 1985. године, био је истоимени The Firm. Популарне песме укључују "Radioactive" и "Satisfaction Guaranteed". Албум је доспео на 17. место Билбордове листе поп албума и постао је златни у САД. Уследио је Mean Business 1986. Бенд је био на турнеји у знак подршке оба албума, али се убрзо разишао.
Уследили су разни други пројекти, као што је рад на сесијама за Грејема Неша, Стивена Стилса и Ролингстонсе (на њиховом синглу из 1986. "One Hit (To the Body)“. Године 1986, Пејџ се привремено поново ујединио са својим бившим колегама из бенда Yardbirds да би свирао на неколико нумера са албума Box of Frogs албум Strange Land. Пејџ је 1988. објавио соло албум под називом Outrider, који је садржао доприносе Планта, а Пејџ је дао свој допринос Плантовом соло албуму Now and Zen, који је објављен исте године. Outrider је такође представио певача Џона Мајлса на првој нумери албума „Wasting My Time“.
Током ових година, Пејџ се поново ујединио са другим бившим колегама из Лед Зепелина да би наступио уживо у неколико наврата, посебно 1985. на концерту Live Aid са Филом Колинсом и Тонијем Томпсоном који су били на бубњевима. Међутим, чланови бенда су сматрали да је овај наступ испод стандарда, с обзиром да је Пејџа изневерио лоше подешен Лес Пол. Пејџ, Плант и Џонс, као и син Џона Бонама, Џејсон, наступили су на емисији поводом 40. годишњице Атлантик Рекордса 14. маја 1988, затварајући 12-часовну емисију.

### 1990-е: Ковердејл-Пејџ, Пејџ и Плант
Године 1994. Пејџ и Роберт Плант поново су се ујединили као Пејџ и Плант за први наступ у оквиру MTV-јеве серије „Unplugged". 90-минутни специјал, назван Unledded, премијерно је имао највећу гледаност у историји MTV-а. У октобру исте године, сесија је објављена као ливе албум No Quarter: Jimmy Page and Robert Plant Unledded, а на ДВД-у као No Quarter Unledded 2004. Након веома успешне турнеје средином 1990-их која је подржавала No Quarter, Пејџ и Плант је 1998. снимио песму Walking into Clarksdale, са песмама „Most High" и "Please Read the Letter". награђеним Греми наградама.
После добротворног наступа током лета на којем су са њим гостовали the Black Crowes, Пејџ се удружио са бендом на шест наступа у октобру 1999, свирајући материјал из каталога Лед Зепелина и старе блуз и рок стандарде. Последња два концерта снимљена су у Лос Анђелесу и издата као дупли албум уживо, Ливе ат тхе Греек 2000. године.

### 2000-е
Након објављивања албума, Пејџ и Black Crowes наставили су сарадњу тако што су се придружили турнеји са the Who 2000. године, коју је Пејџ на крају напустио пре него што је завршен.
Године 2001, након гостовања Фреда Дарста и Веса Скантлина у извођењу песме "Thank You" на додели MTV Europe Video Music Awards, Пејџ је поново наставио сарадњу са Робертом Плантом. Након снимања обраде песме "My Bucket's Got a Hole in It" за трибут албум, дуо је наступио на Монтреук Џез Фестивалу.
2005. године, Пејџ је именован за официра Ордена Британске империје (ОБЕ) у знак признања за његов бразилски добротворни рад за Task Brazil и Action For Brazil's Children's Trust, постао је почасни грађанин Рио де Жанеира касније те године и освојио доживотну Греми награду за достигнуће са Лед Зепелином.
У новембру 2006. Лед Зепелин је уврштен у Британску музичку кућу славних. Телевизијски пренос догађаја састојао се од увода у бенд од стране разних познатих обожавалаца (укључујући Роџера Тејлора, Слеша, Џоа Перија, Стивена Тајлера, Џека Вајта и Тонија Ајомија), доделе награде Пејџу и његовог кратког говора. Након тога, рок група Волфмотхер одсвирала је омаж Лед Зепелину. Током интервјуа за Би-Би-Си у вези са индукцијом, Пејџ је изразио планове да сними нови материјал 2007. године, рекавши: „То је албум због ког треба да изађем из свог система... ту је добар албум и спреман је да изађе" и "Такође ће бити неке Зепелин ствари на хоризонту."
Дана 10. децембра 2007. године, преживели чланови Лед Зепелина, као и син Џона Бонама, Џејсон Бонам, одсвирали су добротворни концерт у О2 Арени у Лондону. Према Гинисовој књизи рекорда из 2009. године, Лед Зепелин је поставио светски рекорд за „Највећу потражњу за улазницама за један музички концерт“ пошто је 20 милиона захтева за поновно окупљање послато онлајн. 7. јуна 2008, Пејџ и Џон Пол Џонс појавили су се са Фу Фајтерсима да би затворили концерт бенда на стадиону Вембли, изводећи „Rock and Roll" and "Ramble On". На Летњим олимпијским играма 2008. Пејџ, Дејвид Бекам и Леона Луис представљали су Британију током церемоније затварања 24. августа 2008. Бекам се ушао у двоспратним аутобусом на стадион, а Пејџ и Луис су извели "Whole Lotta Love".
Године 2008. Пејџ је копродуцирао документарни филм у режији Дејвиса Гугенхајма под насловом It Might Get Loud. Филм истражује историју електричне гитаре, фокусирајући се на каријере и стилове Пејџа, Еџа и Џека Вајта. Филм је премијерно приказан 5. септембра 2008. на Међународном филмском фестивалу у Торонту. Пејџ је такође учествовао у троделном документарцу BBC-ја London Calling: The making of the Olympic handover ceremony примопредаје Олимпијских игара 4. марта 2009. 4. априла 2009. Пејџ је увео Џефа Бека у Кућу славних рокенрола. Пејџ је најавио своју соло турнеју 2010. док је разговарао за Sky News 16. децембра 2009. године.

## Приватни живот

### Односи
Пејџ је био са америчким извођачем Џеки Дешенон током 1960-их, који се наводи као могућа инспирација за Пејџ композицију и Лед Зеппелин снимак „Tangerine“.
Француски модел Шарлот Мартин била је Пејџов партнер од 1970. до отприлике 1982. или 1983. Пејџ ју је звао "Моја дамо" и заједно су имали ћерку Скарлет Пејџ (рођену 1971.), која је фотограф.
Такође током 1970-их, Пејџ је имао добро документовану, вишегодишњу везу са Лори Матикс (такође познатом као Лори Мадокс), почевши када је она имала 13 или 14 година и док је он био одрасла особа од двадесет осам година. У светлу покрета Me Too movement четири деценије касније, њихов однос је поново привукао пажњу.
Од 1986. до 1995. Пејџ је био ожењен Патришом Екер, манекенком и конобарицом. Имају сина Џејмса Патрика Пејџа (рођеног априла 1988). Пејџ се касније оженио Хименом Гомез-Парача, коју је упознао у Бразилу на турнеји No Quarter. Усвојио је њену најстарију ћерку Јану (рођену 1994) и имају двоје деце: Зофију Џејд (рођена 1997) и Ешен Џосан (рођена 1999). Пејџ и Гомез-Парача су се развели 2008. године.
Пејџ је у вези са глумицом и песникињом Скарлет Сабет од августа 2014. године.